# Donovanose
 Mise en garde médicale
La donovanose (également connu sous le nom de granulome inguinal et granulome vénérien est une maladie bactérienne qui a atteint des proportions endémiques dans beaucoup de pays en développement. En raison de la pénurie de soins médicaux, la maladie reste souvent sans traitement. La maladie se caractérise par des ulcères génitaux non douloureux, qu’on peut confondre avec ceux de la syphilis. Toutefois, au cours de son évolution terminale elle aboutit à la destruction des tissus internes et externes, avec écoulement de mucus  et de sang. Le caractère destructeur de la donovanose augmente également le risque de surinfection par d'autres microbes pathogènes.

## Classification et terminologie
Le premier nom connu de cette maladie fut l’« ulcère serpigineux », terminologie qui date de 1882,.
Le terme clinique correct pour désigner la donovanose est granulome inguinal. Le granulome est une réaction inflammatoire de type nodulaire, et le mot inguinal fait référence à la région inguinale, qui est le siège de cette infection. La maladie est communément connue sous le nom de donovanose, d’après les corps de Donovan, qui sont un signe diagnostic. Découvertes par Charles Donovan, ces inclusions intracellulaires représentent des bactéries qui ont été absorbées par des cellules immunitaires nettoyeuses, les phagocytes mononucléés ou histiocytes.
La bactérie responsable, Klebsiella granulomatis, que l'on appelait Calymmatobacterium granulomatis (certaines sources utilisent toujours cette nomenclature), du grec kalymma (un capuchon ou un voile), désignant les lésions qui contiennent des bactéries. Auparavant, il était appelé Donovania granulomatis, en raison des corps de Donovan. Le nom d'espèce granulomatis fait référence aux lésions granulomateuses. Ce microorganisme a récemment été reclassé dans le genre Klebsiella,, un changement taxonomique radical car il implique que la bactérie change d’embranchement. En effet, les techniques de réaction en chaîne par polymérase (PCR), utilisant un système de détection colorimétrique ont montré 99 % de similarité avec d'autres espèces du genre Klebsiella.

## Symptômes
De petits nodules, indolores apparaissent environ 10 à 40 jours après le contact avec la bactérie. Plus tard, les nodules éclatent, aboutissant à la création des lésions tissulaires ouvertes et suintantes. L'infection se propage, mutilant les tissus infectés. En l’absence de traitement l'infection continue à détruire les tissus. Les lésions apparaissent dans les régions de contact sexuel généralement sur le pénis, les lèvres vulvaires, ou l’anus. Plus rarement, la paroi du vagin ou du col de l'utérus peuvent être le siège de lésions. Un cas dont l'évolution a nécessité l'amputation partielle du pénis a été décrit chez un patient indien infecté par le VIH-2 .

## Transmission
L'agent pathogène se propage d'un hôte à l’autre par le contact avec les plaies ouvertes. Les rapports sexuels oraux, vaginaux ou anaux avec des personnes infectées sont des comportements à risque élevé.

## Diagnostic
Les antécédents sexuels du patient sont recherchés. Pour les médecins expérimentés, le diagnostic est clinique à la simple vue des ulcères. Toutefois, il peut être nécessaire pour le soignant de prélever un fragment de tissu afin d’effectuer un diagnostic de certitude de la maladie. La coloration de Wright-Giemsa permet de faciliter la lecture anatomopathologique du prélèvement. En outre, la présence de corps de Donovan dans les prélèvements tissulaires confirme le diagnostic de donovanose.

## Traitement
Le traitement standard comporte trois semaines d’antibiothérapie avec l’érythromycine, la streptomycine ou les tétracyclines, ou encore 12 semaines de traitement avec l’ampicilline. Généralement, l'infection commence à régresser après une semaine de traitement ; toutefois, le traitement doit être poursuivi jusqu’à son terme afin de minimiser les risques de rechute. 
L'azithromycine semble pouvoir être utilisée en traitement plus court (7 jours), voire en cure unique de 1 gramme si la donovanose est encore peu étendue et d'évolution récente.

## Prévention
La maladie est traitée avec efficacité par les antibiotiques, en conséquence, les pays développés ont une incidence de donovanose très faible (environ 100 cas signalés chaque année aux États-Unis, ou 18 cas au Royaume-Uni en 2020). 
Cependant, les contacts sexuels avec des personnes séjournant en zones d’endémie augmentent considérablement le risque de contracter la maladie. L'utilisation de préservatifs et les tests diagnostics pour la recherche de MST pratiqués avant de commencer une relation sexuelle sont des mesures préventives efficaces pour éviter la donovanose.

## Illustrations

Lésions du pénis
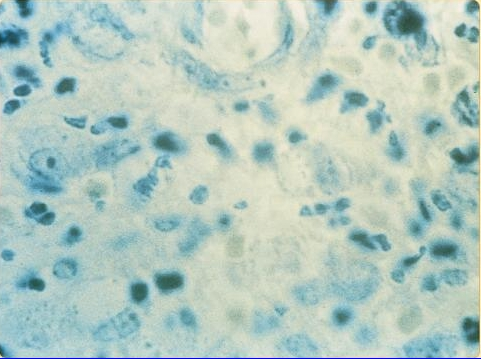
Donovanose lésions microscopiques
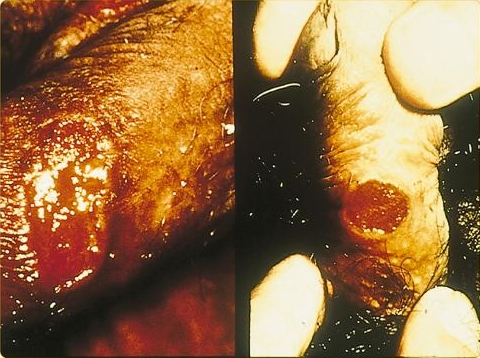
Donovanose chez l'homme
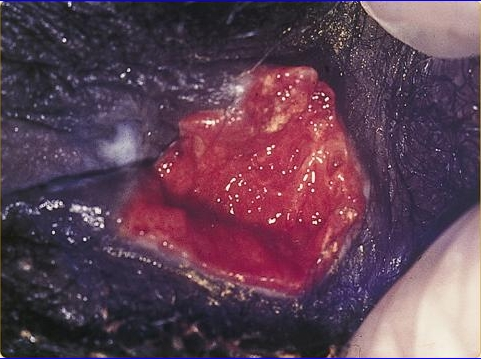
Donovanose chez la femme